# Viktor Bauer
Viktor Bauer (19 de setembro de 1915 - 13 de dezembro de 1969) foi um oficial alemão que serviu durante a Segunda Guerra Mundial. Foi condecorado com a Cruz de Cavaleiro da Cruz de Ferro.

## Condecorações
| Cruz de Ferro 2ª Classe                       |
| Cruz de Ferro 1ª Classe                       |
| Folhas de Carvalho nº 107 26 de julho de 1942 |